# Сафронков, Владимир Карпович
Владимир Карпович Сафронко́в (род. 29 марта 1964) — российский дипломат, заместитель постоянного представителя Российской Федерации при Организации Объединённых Наций и в Совете Безопасности ООН по политическим вопросам.
Дипломатический ранг — чрезвычайный и полномочный посол (2 октября 2023).
Речь Сафронкова на заседании Совета Безопасности ООН 12 апреля 2017 года привлекла внимание мировых СМИ. Видеозапись выступления Сафронкова на заседании Совбеза ООН стала хитом интернета и вызвала в мире оживлённые споры о границах дозволенного для дипломата.

## Биография
Владимир Сафронков родился в 1964 году в семье старого большевика, далёкой от дипломатических кругов. Дата и место его рождения не опубликованы даже в официально предоставленной в СМИ МИДом РФ биографии. Его отец Карп Иосифович Сафранков (1896—1976), уроженец Могилёвской губернии, был директором Омского ветеринарного института с марта 1936 по ноябрь 1937 года, являлся в том же вузе заведующим кафедрой марксизма-ленинизма, преподавателем политэкономии. В октябре 1937 года Карп Сафранков был арестован омским НКВД с предъявлением обвинения в «контрреволюционных» преступлениях (что в те годы каралось по статье 58-7-11 УК РСФСР) и исключён из ВКП (б). В 1939 году уголовное дело было закрыто ввиду отсутствия состава преступления, впоследствии считался реабилитированным.
По данным МИД РФ, в 1990 году Владимир Сафронков окончил МГИМО, однако издание Gazeta.ru не обнаружило Сафронкова в электронной базе выпускников МГИМО. С 1991 по 1995 год он работал в посольстве РФ в Тунисе, где в сфере его деятельности были контакты с Организацией освобождения Палестины. С 1995 по 1999 год работал в секретариате заместителя министра иностранных дел Виктора Посувалюка помощником. С 2001 по 2004 год работал советником, затем экспертом по вопросам Ближнего Востока в постоянном представительстве Российской Федерации при Организации Объединённых Наций. С 2007 по 2011 год находился на должности заведующего политической группы и политкоординатора в Постоянном представительстве России при ООН.
В 2011 году получил назначение заместителем директора Департамента международных отношений Министерства иностранных дел РФ.
С января 2015 года — в должности заместителя постоянного представителя Российской Федерации при ООН. В сфере деятельности Сафронкова находятся Ближний Восток, КНДР, Афганистан, Балканы и Иран.
В 1998 году награждён медалью ордена «За заслуги перед Отечеством» II степени. В 2014 году награждён медалью ордена «За заслуги перед Отечеством» I степени.
С 2017 года является третьим по старшинству дипломатом в российском постпредстве при ООН. Ветеранами ведомства характеризуется как «лояльный карьерный профессионал».
Владеет английским, французским и арабским языками.

## Работа в ООН
Несколько раз исполнял обязанности представителя Российской Федерации на заседаниях Совета Безопасности ООН.

### Речь в Совбезе ООН по Сирийскому конфликту
В своём докладе 7 апреля 2017 года выступил с критикой американских ударов по сирийской авиабазе и обвинил США в поддержке террористов.
12 апреля 2017 года на заседании Совета Безопасности ООН обвинил в своём выступлении британскую и французскую стороны в подрыве российско-американских отношений. Сафронков наложил вето на предложенный США, Великобританией и Францией проект резолюции по химическим атакам в Сирии. Кроме России, против принятия проекта проголосовала Боливия — временный член СБ ООН. Китай, Эфиопия и Казахстан воздержались от голосования. Ещё десять членов Совбеза поддержали проект. Наблюдатели особо отмечают решение Китая воздержаться от голосования, поскольку ранее КНР, как правило, голосовала в Совете Безопасности солидарно с Россией. Начиная с 2011 года, Россия и Китай восемь раз блокировали резолюции СБ ООН, осуждающие действия правительства Башара Асада.
После голосования в ходе дебатов Сафронков предостерёг британского коллегу Мэтью Райкрофта от «оскорбления России»:

А всё дело в том, что вы испугались, сон потеряли, что мы будем сотрудничать с Соединёнными Штатами. Вы этого боитесь. Всё делаете для того, чтобы это взаимодействие было подорвано. Именно поэтому…
Посмотри на меня! Глаза-то не отводи, что ты глаза отводишь?
Именно поэтому ты сегодня ничего не сказал о политическом процессе…
Ты сегодня говорил, господин Райкрофт, не по повестке дня заседания, оскорблял Сирию, Иран, Турцию, другие государства! …
Господин председатель, просьба следить за порядком развития заседания, если некоторые безответственно, оскорбительно, сбиваясь на сленг, относятся к своему месту в Совете Безопасности ООН.
Не смей оскорблять Россию больше!

Реплика Сафронкова прозвучала в ответ на выступление Райкрофта, который заявил, что Россия «злоупотребляет правом вето, поддерживает режим (Асада) и применение химоружия», а также что Москва «потеряла доверие» (cм. видеозапись).

### Оценки
Пресс-секретарь президента РФ Дмитрий Песков и заместитель министра иностранных дел РФ Сергей Рябков назвали риторику Сафронкова в ООН приемлемой и уместной в сложившихся на тот момент обстоятельствах. «Первый канал» в специальном недельном обозрении оценил речь Сафронкова как «за рамками дипломатического этикета», однако одобрил её содержание и пафос. Некоторые сотрудники миссии в ООН были удивлены резкостью Сафронкова, а, по оценке бывшего заместителя министра иностранных дел РФ Георгия Кунадзе, обращение Сафронкова прозвучало оскорбительно. «Крайне необычным для дипломата» назвала выступление Сафронкова немецкая газета «Handelsblatt». «Коммерсантъ» расценил как отход от норм дипломатического этикета «грубую речь» Сафронкова, которая стала хитом интернета и вызвала общественную дискуссию о границах дозволенного для дипломата. С критикой в адрес Сафронкова выступила председатель Совета Федерации РФ Валентина Матвиенко, которая также отметила, что её критику разделяет и министр иностранных дел РФ Сергей Лавров, который уже послал соответствующие «сигналы». Заведующий кафедрой конституционного и муниципального права юридического факультета МГУ профессор Сурен Авакьян уподобил речь Сафронкова «словам прапорщика, обращённым к солдату».

## Культурное влияние
В 2017 году Юрий Стоянов написал песню «Дипломатическая малява», посвящённую выступлению Сафронкова в Совете Безопасности ООН. Премьера песни состоялась на «Первом канале» российского телевидения в программе «Прожекторперисхилтон». Песню исполнил сам Стоянов, а в качестве бэк-вокала в исполнении участвовали Александр Цекало, Сергей Светлаков, Иван Ургант и Гарик Мартиросян.

## Награды
- Орден Почёта (8 июля 2024) — За большой вклад в реализацию внешнеполитического курса Российской Федерации и многолетнюю добросовестную дипломатическую службу[29].

## Статьи
- Александр Братерский (13 апреля 2017). «На этом же языке говорят первые лица». В Кремле позитивно отнеслись к речи Сафронкова в ООН. Gazeta.ru. Дата обращения: 13 апреля 2017.
- Сергей Строкань (13 апреля 2017). В переводе с дипломатического на русский. Об использовании политического жеста в мировой дипломатии. Коммерсантъ. Дата обращения: 16 апреля 2017.
- Редакция Gazeta.ru (13 апреля 2017). Перейти на «ты». Почему дипломатия перестала быть вежливой. Gazeta.ru. Дата обращения: 13 апреля 2017.
- Артём Кречетников (13 апреля 2017). "Хрущевский башмак" и "эмская депеша": недипломатичная дипломатия. Би-Би-Си. Дата обращения: 14 апреля 2017.
- В МИД РФ с помощью русских пословиц оправдали беспардонность Сафронкова на заседании ООН. NEWSru.com. 14 апреля 2017. Дата обращения: 14 апреля 2017.
- Андре Баллен (14 апреля 2017). Россия включает быдло-режим. Инопресса. Дата обращения: 15 апреля 2017.
- André Ballin (13 апреля 2017). Russland schaltet auf Pöbel-Modus (нем.). Handelsblatt. Дата обращения: 15 апреля 2017.
- Константин Эггерт (13 апреля 2017). Владимир Сафронков как символ краха российской дипломатии. Deutsche Welle. Дата обращения: 15 апреля 2017.
- Дмитрий Быков (15 апреля 2017). Когда-нибудь напротив МИД РФ будет стоять памятник Сафронкову. Гордон. Дата обращения: 15 апреля 2017.
- Михаил Ростовский (13 апреля 2017). Послы из подворотни: речь Сафронкова в Совбезе ООН стала провалом. Российская дипломатия не должна опускаться до уровня Псаки. МК. Дата обращения: 15 апреля 2017.
- Андре Баллен (17 апреля 2017). Россия переходит на хамство. Инопресса. Дата обращения: 18 апреля 2017.
- Richard Brandt (6 апреля 2017). Media Goes Quiet as Russia Exposes US Lies at Security Council. The Guardian. Дата обращения: 15 апреля 2017.
- Chulov, Martin (March 1, 2017). «Forced evacuation of east Aleppo was war crime, says UN». The Guardian. Retrieved April 7, 2017.
- Hille, Kathrin; Sevastopulo, Demetri; Solomon, Erika (April 7, 2017). «US and Russia clash over Trump’s strike on Syria». Financial Times. Retrieved April 7, 2017